# تپه نقیم
تپه نقیم مربوط به اواخر دوره ساسانیان - سدهٔ ۳ تا ۱۰ ه.ق است و در شهرستان اسفراین، بخش بام وصفی آباد، دهستان بام، واقع شده و این اثر در تاریخ ۳۰ بهمن ۱۳۸۶ با شمارهٔ ثبت ۲۱۱۰۰ به‌عنوان یکی از آثار ملی ایران به ثبت رسیده است.